# Milíře (Jizerské hory)
Milíře (dříve též jako Milíř, německy Grofskamm) je hora v Jizerských horách ležící na Mariánskohorském hřebeni 2,5 km jižně od Jizery. Na vrcholové plošině, pokryté mladými smrčinami, se nachází geodetický bod (998,71 m n. m.), výška tohoto bodu bývala a někdy stále je ještě uváděna jako výška hory. Na vrcholu se ovšem nachází několik vrcholových skal a nejvyšší z nich dosahuje nadmořské výšky 1002 m n. m., a díky tomu se Milíře řadí mezi jizerskohorské tisícovky. Dle geodetického měření provedeného autory projektu Tisícovky Čech, Moravy a Slezska dosahuje vrchol nadmořské výšky 1002,53 m n. m.

## Přístup
Na Milíře nevede žádná značená turistická stezka a na samotný vrchol nevede vůbec žádná cesta. Nejjednodušší přístup je od jihu. Z asfaltové silničky od Mariánskohorských bud na Smědavu (zelená značka) odbočuje po 800 m doleva široká cesta, vedoucí přes Mariánskohorský hřeben na rozcestí Čihadla. Z ní po dalších 400 m odbočuje doprava travnatá cesta, která končí na jižním okraji vrcholové plošiny, asi 150 m od centrální skalky u geodetického bodu.

## Okolí
- na jihovýchodním úbočí se nachází Protržená přehrada na říčce Bílá Desná
- na jižním úbočí se nedaleko osady Mariánskohorské boudy nachází pomníček U plechového Pánaboha
- na jihozápadním úbočí se nachází PR Jedlový důl s naučnou stezkou kolem vodopádů na říčce Jedlová